# Arteră obturatorie
Artera obturatorie este o ramură a arterei iliace interne care trece antero-inferior pe peretele lateral al bazinului, în partea superioară a foramenului obturator și, scăpând din cavitatea pelviană prin canalul obturator, se împarte atât în ramură anterioară, cât și în ramură posterioară.

## Anatomie
În cavitatea pelviană acest vas este în relație, lateral, cu fascia obturatorie; medial, cu ureterul, canalul deferent și peritoneul; în timp ce, puțin mai jos, este nervul obturator.
Artera obturatoare apare de obicei din artera iliacă internă.   În interiorul bazinului, artera obturatorie dezvoltă ramuri iliace către fosa iliacă, care alimentează osul și mușchiul iliac, și se anastomozează cu artera iliolombară; o ramură vezicală, care are traseul înapoi pentru a alimenta vezica; și o ramură pubiană, care se desprinde din vas chiar înainte de a părăsi cavitatea pelviană.
Ramura pubiană urcă pe spatele pubisului, comunicând cu vasul corespunzător al părții opuse și cu artera epigastrică inferioară.

### În afara pelvisului
După trecerea prin canalul obturator și în afara pelvisului, artera obturatorie se împarte la marginea superioară a foramenului obturator, într-o ramură anterioară și o ramură posterioară care înconjoară foramenul sub acoperirea mușchiul obturator extern.
Ramura anterioară a arterei obturatoare este o arteră mică în coapsă și rulează înainte pe suprafața exterioară a membranei obturatoare și apoi se curbează în jos de-a lungul marginii anterioare a foramenului obturator.
Distribuie ramuri către mușchiul obturator extern, mușchiul pectineu, mușchii adductori ai coapsei și mușchiul gracilis și se anastomozează cu ramura posterioară și cu artera circumflexă femurală medială.
Ramura posterioară a arterei obturatorii este o arteră mică din coapsă și urmează marginea posterioară a foramenului și se rotește înainte pe ramura inferioară a ischiosului , unde se anastomozează cu ramura anterioară.
Oferă ramuri mușchilor atașați la tuberozitatea ischială și se anastomozează cu artera gluteală inferioară. De asemenea, furnizează o ramură articulară care intră în articulația șoldului prin crestătura acetabulară, se ramifică în grăsimea de la baza acetabulului și trimite o ramură de-a lungul ligamentului capului femurului (ligamentum teres) către capul femurului.
Alimentarea cu sânge a capului și gâtului femural este îmbunătățită de artera ligamentului teres derivată din artera obturatorie. La adulți, aceasta este mică și nu are prea multă importanță, dar la copii a căror linie epifizară este încă din cartilaj (care nu permite aportul de sânge prin el), ajută la alimentarea capului și gâtului femurului.
Ramura articulară este de obicei patentă până la vârsta de aproximativ 15 ani. La adulți nu asigură suficient aport de sânge pentru a preveni necroza avasculară în fracturile femurale superioare.

### Variabilitate

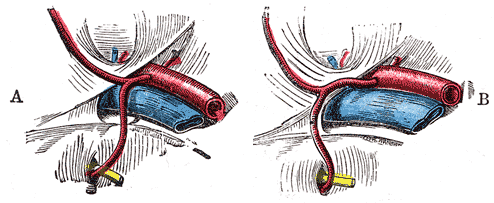
Originea epigastrică inferioară a arterei obturatoare, o variantă normală. (A) prezintă un curs care lipsește vena iliacă externă, departe de inelul femural. (B) arată varianta corona mortis, unde artera curge în ligamentul lacunar înainte de a scufunda prin fascia inferior.

Artera obturatorie apare de obicei din tulpina principală sau din trunchiul anterior al arterei iliace interne.   Poate apărea din artera gluteală superioară și, ocazional, apare din artera iliacă externă.
În aproximativ două din șapte cazuri apare din artera epigastrică inferioară și coboară aproape vertical în partea superioară a foramenului obturator. Artera în acest curs se află de obicei în contact cu vena iliacă externă și pe partea laterală a inelului femural (figura A din diagramă). De asemenea, poate trece medial către inelul femural de-a lungul marginii ligamentului lacunar (figura B). În ambele cazuri, ar exista riscul de rănire în timpul operației pentru repararea herniei femurale, indiferent dacă hernia este reductibilă, încarcerată sau strangulată. Când artera obturatorie se deplasează de-a lungul ligamentului lacunar, aceasta aproape înconjoară inelul femural și poate fi vătămată în timpul unei reparații a herniei femurale. Majoritatea herniilor femurale sunt reparate printr-o incizie mică (1/2 până la 3/4 inci) în zona inghinală, mai degrabă decât prin abdomen, deci dacă ar avea loc o sectionare, sângerarea nu poate fi recunoscută imediat și poate duce la pierderi semnificative de sânge în cavitatea peritoneală. Din cauza acestui pericol, varianta anatomică din figura B este uneori denumită „coroana morții” (corona mortis).  

## Imagini suplimentare

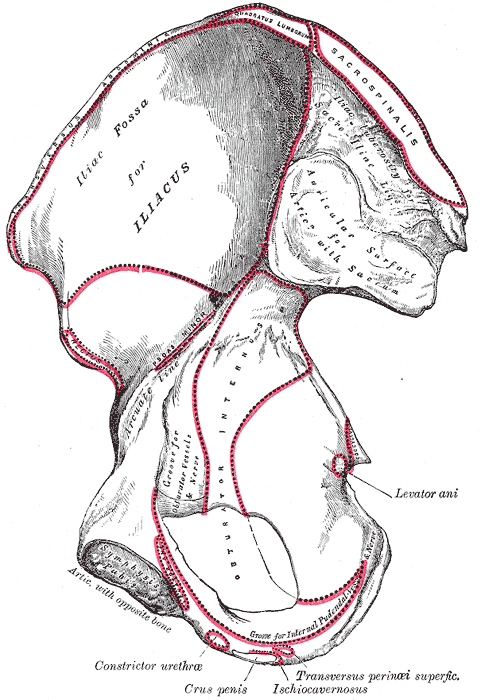
Osul șoldului drept. Suprafata interna.
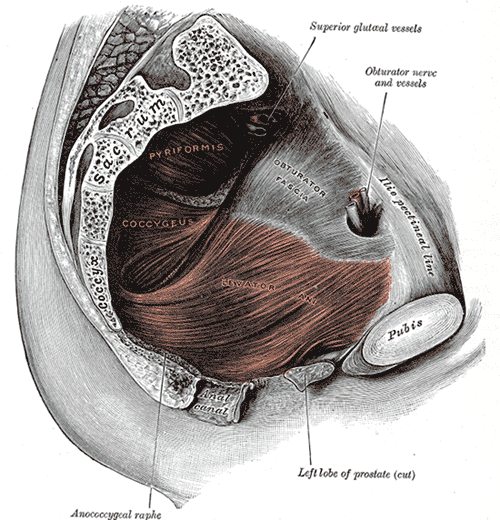
Levator stâng ani din interior.